# Rampoldplatte
Die Rampoldplatte auch Ramboldplatte ist ein 1422 m ü. NHN hoher Gipfel im Wendelsteingebiet, das zum Mangfallgebirge in den Bayerischen Voralpen gehört.

## Topographie
Die Rampoldplatte ist ein Wiesenberg, der in dem von der Hochsalwand ausgehenden, nach Nordosten streichenden und nördlich nach Nordwesten bis zum Farrenpoint abbiegenden Höhenzug liegt.

## Alpinismus
Der Berg, der auf seinem Gipfel ein einfaches Kreuz trägt, wird bei der Besteigung der Hochsalwand von Norden überschritten. Er ist von der Schuhbräualm über die Rampoldalm auf bezeichnetem Weg in 40 Minuten zu erreichen. Ein längerer Anstieg führt von der Breitenberghütte über die Lechneralm auf den Gipfel. Aus dem Jenbachtal südlich von Bad Feilnbach kann die Rampoldplatte über den Westgrat in zweieinhalb Stunden erreicht werden; beim Abstieg auf diesem Weg ist Vorsicht geboten.

## Galerie

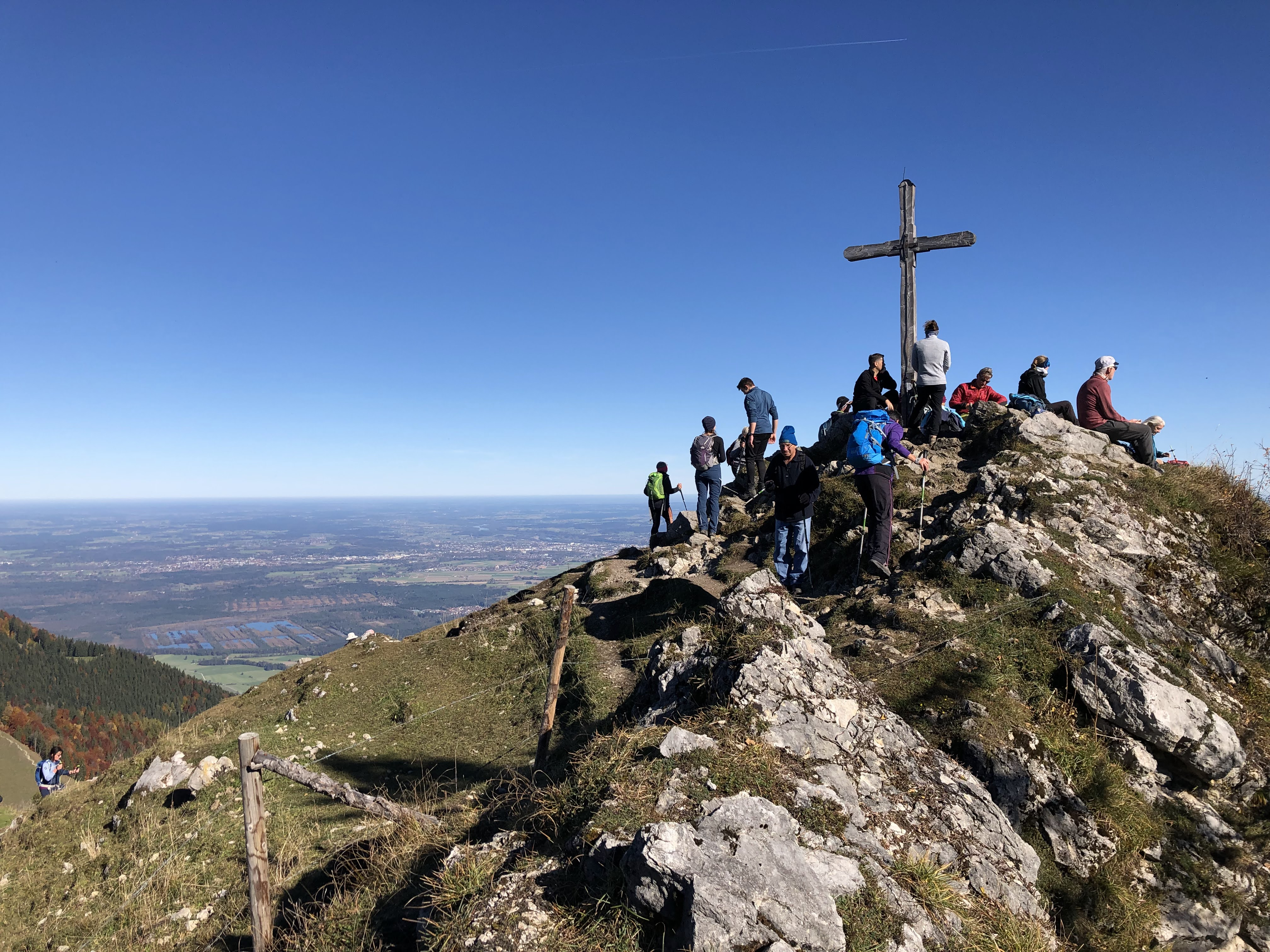
Gipfelkreuz